# Poesia pastoral

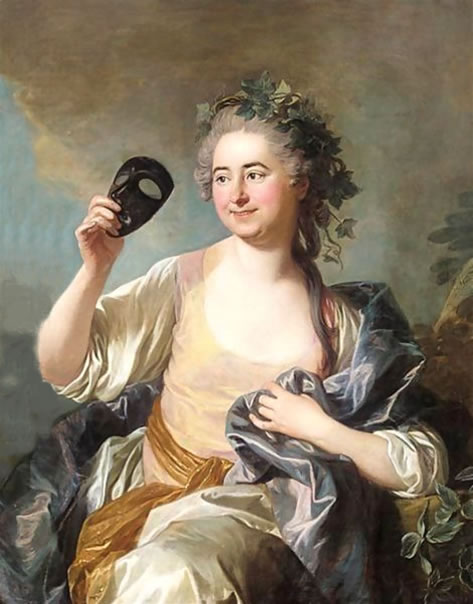
Talia, musa grega de la poesia bucòlica o pastoral

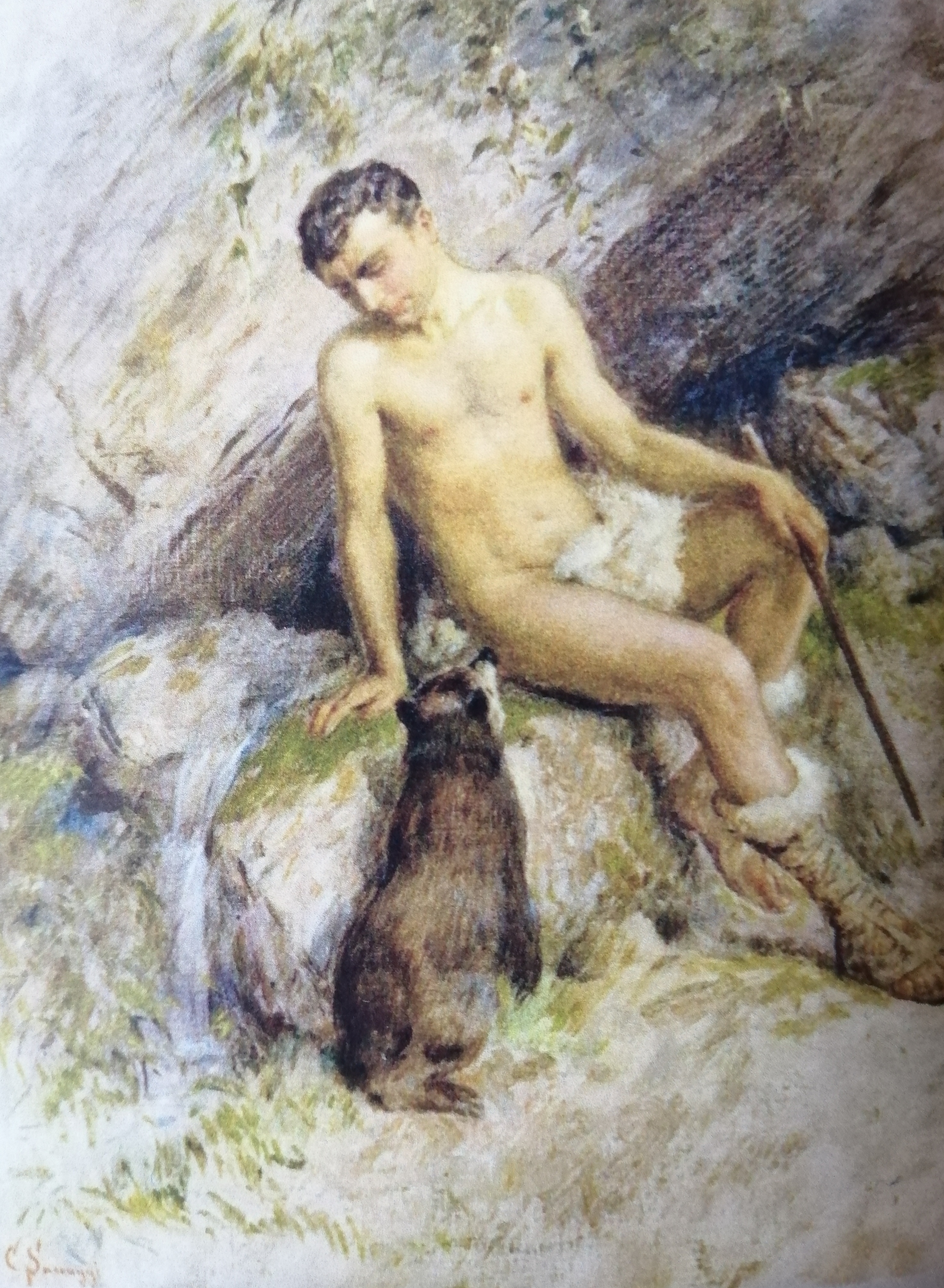
Pastore di Arcadia - Pastore em um ambiente bucólico, obra de estilo neoclássico do pintor Cesare Saccaggi de Tortona

La poesia pastoral és un tipus de composició escrita en vers que descriu la vida en el camp d'una forma idealitzada. Inclou descripcions de la bellesa de la natura, lloances de la vida sense complicacions ni estrès en contrast amb la gran ciutat i presència de les tasques agrícoles. Pot contenir també escenes d'amor que es beneficien de l'entorn sensual. A partir de la poesia pastoral van sorgir composicions musicals que intentaven recrear aquest sentiment d'harmonia amb el camp i quadres on es pintaven les escenes descrites als versos en un indret paradisíac.

## Història

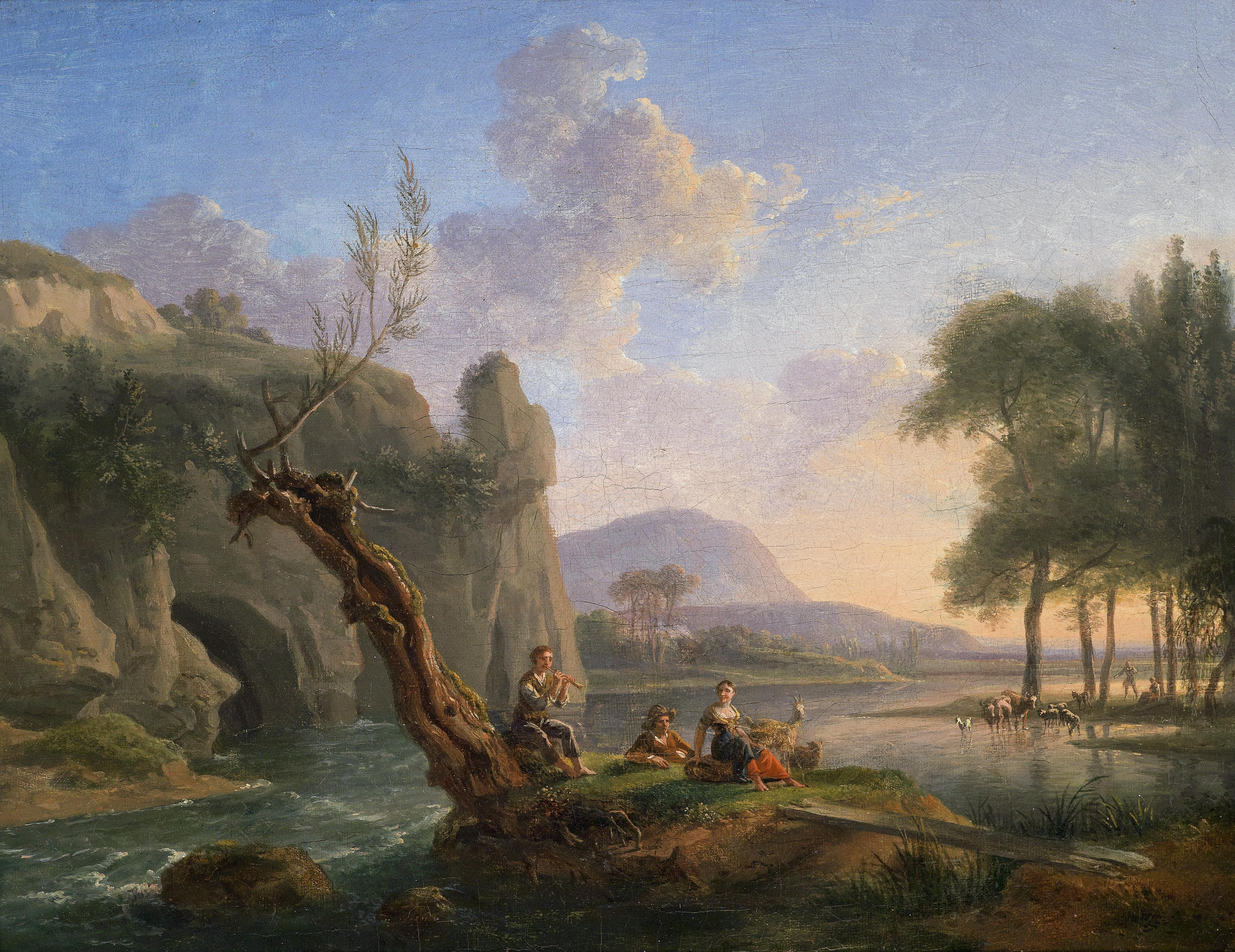
Pintura que mostra una escena típicament pastoral, amb l'aigua fresca, la natura fora de la ciutat i encontres amorosos, any 1829.

Tradicionalment s'ha considerat a Teòcrit de Siracusa com el creador del gènere, que lligava a l'edat d'or i a certs rituals religiosos. En els seus poemes ja apareixen els arquetips que després estaran presents a la majoria de poemes: personatges que són o fingeixen ser pastors, d'aquí el nom del gènere, que busquen en la natura consol als seus mals d'amor o troben en la vida rural una nova existència. El paisatge adquireix gran protagonisme, amb el tòpic de locus amoenus i encarnacions com l'Arcàdia, que simbolitza la màxima perfecció de la natura.
Un cop el gènere s'havia instal·lat a la literatura grega va ser imitat pels poetes llatins, entre els quals destaca Virgili, amb les seves Bucòliques i Geòrgiques. D'ell deriva el nom de "poesia bucòlica" que de vegades s'aplica al gènere. El cristianisme va seguir el model virgilià. Va suavitzar l'erotisme de les declaracions amoroses i va fer èmfasi en la bellesa de la creació divina. La figura de Jesús descrit com a pastor va fer que la poesia no trobés oposició malgrat el tema absolutament profà.
El renaixement va recuperar la temàtica amorosa clàssica i les referències mitològiques en els diàlegs dels pastors, plens de girs cultes i recursos retòrics, com es veu en les obres de Jacopo Sannazaro i Garcilaso de la Vega. El Quixot mateix es planteja com a alternativa a la cavalleria viure com un pastor, prova de la popularitat del gènere, que va durar fins al segle xviii, amb noms com el d'Alexander Pope.
Posteriorment aquesta lírica es va diluir en una exaltació del món rural més genèrica, sense necessitat de la intriga amorosa entre pastors. El romanticisme va recuperar l'amor a la natura però com a mirall de l'ànima del poeta, i ja no representava paisatges plàcids com la literatura anterior. Durant el segle XX el gènere va caure pràcticament en desús, tret de determinats autors neo-rurals que escrivien per lloar la bellesa del propi país i la tranquil·litat del camp, però definitivament ja sense els encontres amorosos amb pastors.